# Batlug
Batlug is een plaats in de gemeente Gračišće in de Kroatische provincie Istrië. De plaats telt 142 inwoners (2001).